# Papilio ulysses
Papilio ulysses
je velký otakárek z Austrálie, Indonésie, Papuy Nové Guiney a Šalomounových ostrovů. Jeho velikost se liší v závislosti na poddruhu. Motýl je symbolem cestovního ruchu v Queenslandu.

## Etymologie
Ulysses je římské jméno pro řeckého hrdinu Odyssea, ústřední postavu Homerovy Odyssey.

## Rozšíření
Motýl se vyskytuje v severovýchodní Austrálii, Nové Guineji, v Molucích a na severozápadě Šalomounových ostrovů.

## Popis
Papilio ulysses má obvykle rozpětí křídel asi 14 cm, ale v závislosti na poddruhu jsou určité rozdíly ve velikosti. Lícní strana křídel je leskle modrá; rubová strana je černá a hnědá. Barvy jsou produkovány mikroskopickou strukturou šupin, což je jev nazývaný strukturní zabarvení.
Samice tohoto druhu se liší od samce v tom, že má v rubové straně zadního křídla, v horní části křídel malý černý půlměsíc, kde jsou samci pouze černí. Motýl se zbarvením rubové strany křídel umí v přírodě dobře maskovat v případě, když sedí. Během letu lze motýla vidět stovky metrů daleko díky zábleskům jeho jasně modrých křídel. Samci jsou silně přitahováni modrou barvou, včetně modrých předmětů, které jsou někdy mylně považovány za samice.

## Vývoj

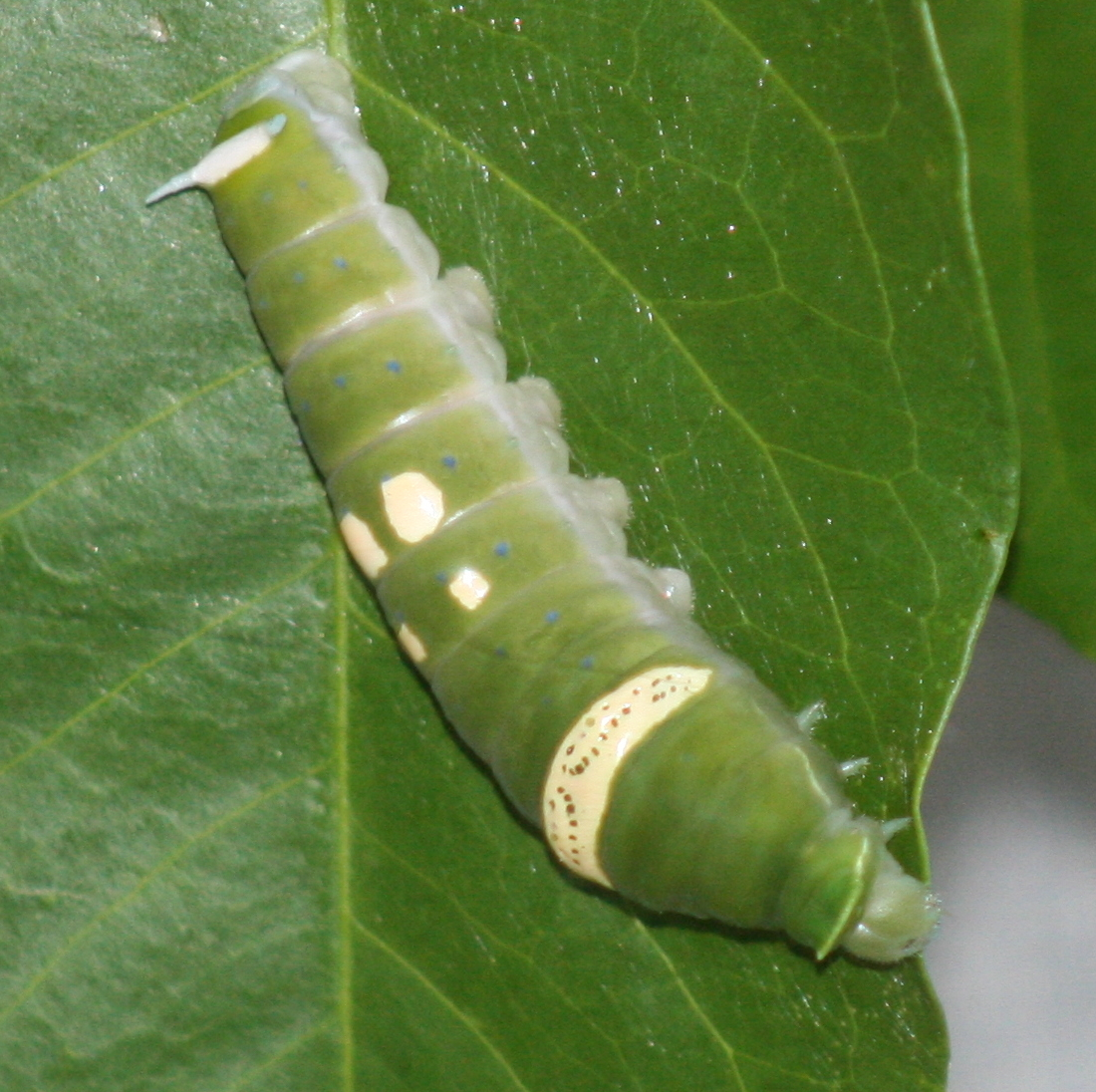
housenka otakárka Papilio ulysses

Samice kladou vajíčka na listy citrusovitých rostlin. Z vajíček se líhnou housenky, které připomínají ptačí trus. Housenky se tím maskují před predátory. Dospělý motýl se živí nektarem z květů. Australská vláda požaduje, aby chovatelé získali povolení, i když tento druh není ohrožen.